# Jana Klečková
Jana Klečková (17 settembre 1973) è un'ex cestista ceca, fino al 1992 cecoslovacca.

## Carriera
Con la Rep. Ceca ha disputato i Campionati europei del 1995.